# Maurice O'Bready
Maurice O'Bready, né à Wotton, au Québec, le 11 décembre 1901 et mort le 10 juillet 1970 à Sherbrooke, est un prêtre, historien et enseignant québécois. Il enseigna l'histoire au Séminaire de Sherbrooke pendant une vingtaine d'années.

## Biographie
En 1946, alors que Maurice O'Bready était secrétaire général de la Société historique des Cantons-de-l'Est (l'actuelle Société d'histoire de Sherbrooke, qu'il a cofondé), il créa le toponyme « Esterie » qui devint vite « Estrie » pour désigner la région administrative du Québec jusqu'alors dénommée Cantons-de-l'Est (cette ancienne dénomination étant calqué sur son équivalent anglais Eastern Townships).
Maurice O’Bready fait des études à Paris, en France, après avoir été ordonné prêtre le 29 juin 1926 .
Il est l'un des principaux acteurs de la création de l'Université de Sherbrooke, dont il fut le secrétaire général de 1954 à 1960, puis le vice-recteur de 1960 à 1965. Une salle de spectacle présente sur le campus de cette université porte son nom depuis le 4 avril 1973. Il a collaboré à la mise sur pied du Centre d'arts Orford, fondé par Gilles Lefebvre.